# Campus Geesseknäppchen
Le campus Geesseknäppchen est un campus scolaire situé à Luxembourg.

## Histoire
Le campus Geesseknäppchen a commencé à se développer dans les années 1960, sans concept global d'organisation,.
En 2017, un plan de rénovation est lancé, notamment pour corriger le manque d'organisation héritée des origines du campus.
En septembre 2022, l'école internationale Gaston-Thorn s'installe sur le campus.

## Le campus
Le campus compte 6 000 élèves en 2019, en faisant le plus grand campus du Grand-Duché.
Il regroupe plusieurs établissements :
- Athénée de Luxembourg ;
- École de commerce et de gestion (lb) ;
- Lycée Michel Rodange ;
- Lycée Aline-Mayrisch (lb) ;
- International School of Luxembourg (lb) ;
- École internationale Gaston-Thorn.

le Forum, la salle Folmer
Il accueille également le conservatoire de Luxembourg et des installations sportives.